# رابطة الجامعات الإسلامية
رابطة الجامعات الإسلامية (بالإنجليزية: League of Islamic Universities)‏ منظمة إسلامية. ويقع مقرها في القاهرة. ورئيس مجلس الإدارة الدكتور محمد العيسى، وهو أيضا الأمين العام لرابطة العالم الأسلامي.

## نبذة
دعمت الجامعة إحياء نظام الوقف التقليدي للرعاية خاصة، والذي يتضمن فصل المدارس من سيطرة الحكومة. وكان ذلك في المؤتمر الذي نظمته جامعة عام 1998 ولاحظت: إن نظام الوقف هو في وئام مع مبدأ الحرية الاقتصادية، والتي كانت تاريخيا في أساس الاقتصاد الإسلامي للحكومات الإسلامية، في الواقع، لا يمكن أن تتدخل في أنشطة. لم الفرد والدولة الإسلامية ليس لديها أي دور الاقتصادي للأنشطة، على عكس ما يحدث اليوم. نظام الوقف يسمح، من جهة، إلى إعادة توزيع الثروة من الأغنياء إلى الفقراء و، من جهة أخرى، لدعم الجمهور المرافق العامة، مثل المساجد والمستشفيات والمدارس التي لا يجب، في دولة إسلامية حقيقية، يكون واجب الحكومة.
في يناير عام 2002 قام المجلس التنفيذي لرابطة الجامعات الإسلامية بإصدار «إعلان الإسماعيلية». هذا ينص على أن الإسلام قد حث المسلمين دائما لإجراء الحوار مع الآخرين بطريقة حكيمة وسلمية. إنها تنفي بشدة تقارير من المسلمين يعملون لتدمير الحضارة المعاصرة.

## الأنشطة
في مارس عام 2005 أعلنت الجامعة عن المؤتمر الذي سيعقد في المغرب في سبتمبر على «الإسلام والغرب: العلاقات ثابت وتحديات جديدة». قال الامين العام السابق لرابطة الجامعات الإسلامية جعفر عبد السلام ستنظم اجتماع العلماء مع المؤتمر الإسلامي الأوروبي، والاتحاد العام للمسلمين في فرنسا والمنظمة الإسلامية للتربية والعلوم والثقافة (الإيسيسكو). وسوف تستعرض العلاقات بين الإسلام والغرب ودراسة كيف يمكن للمنظمات الإسلامية والأوروبية الدولية يمكن أن تعزز هذه العلاقات.
الجامعة، والعمل مع جامعة صنعاء، بتنظيم المؤتمر الدولي الثاني للعمارة الإسلامية والآداب في صنعاء، اليمن في منتصف يونيو 2010. وناقش المشاركون في المؤتمر على أهمية زيادة الوعي بضرورة الحفاظ على الهندسة الإسلامية والفنون، الذي هدد في العديد من المجالات التي غزو المناطق التجارية.

## العلاقة لرابطة جامعات العالم الإسلامي
في اجتماع منتدى التعاون منظمة الإسلامية في إسلام أباد، باكستان في نوفمبر / ديسمبر 1987، تم الاتفاق على أن الإيسيسكو سيشكل لاتحاد جامعات العالم الإسلامي ". وأعرب السيد محمد بن بشير، الأمين العام لرابطة الجامعات الإسلامية، تأييده لإنشاء اتحاد جامعات العالم الإسلامي.
وقد عقد المؤتمر العام الرابع لاتحاد جامعات العالم الإسلامي (اتحاد جامعات العالم الإسلامي) في 4-5 أبريل عام 2007 في الكويت. قدم الأمين العام تقريرا عن «مشروع الاندماج بين اتحاد جامعات العالم الإسلامي ورابطة الجامعات الإسلامية». ووصف هذا التقرير نتائج الاجتماعات بين الأمانة العامة لاتحاد جامعات العالم الإسلامي ورابطة الجامعات الإسلامية. بعد مناقشة التقرير، ناشد الاجتماع إلى رابطة الجامعات الإسلامية لتعزيز العمل الإسلامي المشترك من خلال العمل نحو الاندماج مع اتحاد جامعات العالم الإسلامي.